# Paralelo 9 N
O paralelo 9 N é um paralelo que está 9 graus a norte do plano equatorial da Terra.
Começando no Meridiano de Greenwich na direcção leste, o paralelo 9º Norte passa sucessivamente por:
| País, território ou mar   | Notas                                                                                       |
| ------------------------- | ------------------------------------------------------------------------------------------- |
| Gana                      |                                                                                             |
| Togo                      |                                                                                             |
| Benim                     |                                                                                             |
| Nigéria                   |                                                                                             |
| Camarões                  |                                                                                             |
| Chade                     |                                                                                             |
| República Centro-Africana |                                                                                             |
| Sudão                     |                                                                                             |
| Sudão do Sul              |                                                                                             |
| Etiópia                   |                                                                                             |
| Somália                   | Incluindo a Somalilândia                                                                    |
| Oceano Índico             | Mar Arábico                                                                                 |
| Índia                     |                                                                                             |
| Oceano Índico             | Golfo de Mannar                                                                             |
| Sri Lanka                 | Ilha Mannar e Ceilão                                                                        |
| Oceano Índico             | Baía de Bengala · Passa a sul da ilha Car Nicobar, Índia · Mar de Andamão                   |
| Tailândia                 |                                                                                             |
| Golfo da Tailândia        |                                                                                             |
| Vietname                  |                                                                                             |
| Mar da China Meridional   | Passa nas disputadas Ilhas Spratly                                                          |
| Filipinas                 | Ilha Palawan                                                                                |
| Mar de Sulu               |                                                                                             |
| Mar de Bohol              |                                                                                             |
| Filipinas                 | Ilha Mindanao                                                                               |
| Oceano Pacífico           | Passa a norte do Atol Namonuito, Estados Federados da Micronésia                            |
| Ilhas Marshall            | Passa pelo Atol Ujae e por Kwajalein                                                        |
| Oceano Pacífico           | Passa a sul do Atol Erikub, Ilhas Marshall · Passa a norte do Atol Maloelap, Ilhas Marshall |
| Costa Rica                |                                                                                             |
| Panamá                    |                                                                                             |
| Mar das Caraíbas          |                                                                                             |
| Panamá                    |                                                                                             |
| Oceano Pacífico           | Golfo do Panamá                                                                             |
| Panamá                    |                                                                                             |
| Mar das Caraíbas          | Golfo de Darién                                                                             |
| Colômbia                  |                                                                                             |
| Venezuela                 |                                                                                             |
| Oceano Atlântico          |                                                                                             |
| Serra Leoa                |                                                                                             |
| Guiné                     |                                                                                             |
| Costa do Marfim           |                                                                                             |
| Gana                      |                                                                                             |